# Youenn Coic
Youenn Coic, ou Coïc, né à Pont-l'Abbé en 1949, est un écrivain français, actif en langue française dans les années 1970-1980.

## Biographie
Youenn Coic naît à Pont-l'Abbé en 1949, d'un père ébéniste. Son grand-père est un de ces ouvriers du bâtiment qui s'organisèrent en coopérative de travail, de 1909 à 1912 : c'est lui qui accrocha le drapeau rouge au donjon du château de Pont-l'Abbé. Youenn Cóic est enseignant. Ses romans historiques « interrogent l'identité celtique ». Après un long silence, il publie en 2016 un roman policier qui se déroule pendant la Renaissance.

## Œuvres
- 1973. Les Ploucs : essai de chronique paysanne, Paris, Pierre Jean Oswald. Rééd. L'Harmattan, 1979, sous le titre Les Ploucs ou la Révolte des Bagaudes : essai de chronique paysanne. Traduit en breton en 2010 par Paskal Hervio, sous le titre Ar blouked pe Emsavadeg ar bagaudoù : un danevell a-zivout ar beizanted, Lannion, Mouladurioù Hor Yezh. (Sur la révolte des Bagaudes.)
- 1974. Hebken : conte gueux, Pierre Jean Oswald.
- 1975. Britannicon : roman folk, Pierre Jean Oswald.
- 1975. Le Cheval décapité : delirium, Pierre Jean Oswald.
- 1976. L'Abbé de Penarbed : l'hystoire jouée, Pierre Jean Oswald.
- 1977. Le mythe de Frankiz, nouvelle, revue Bretagnes n°7, Morlaix. Réédité dans la revue Europe n°625, spécial Littérature de Bretagne, mai 1981
- 1978. Kamalad ou le Bélier et le Tigre, éditions Bretagnes, Morlaix.
- 2016. Complot en basse lice : polard d'époque, Les Impliqués.